# Diamantdrahtsägen
Diamantdrahtsägen ist ein spanendes Fertigungsverfahren zur Fertigbearbeitung von Werkstücken mithilfe eines Diamantdrahtes. Vorwiegend wird es für Trennvorgänge eingesetzt. Es handelt sich um ein Schleifverfahren mit flexiblem Werkzeug. Das Diamantdrahtsägen zählt zum Spanen mit geometrisch unbestimmter Schneide. Die Besonderheit besteht in dem flexiblen Werkzeug, das nur sehr geringe Schnitt- und Vorschubkräfte erfordert und somit ermöglicht, Werkstücke mit sehr geringen Kräften zu spannen. Zudem sind mit dem rundum beschichteten Werkzeug Konturschnitte möglich. Der Diamantdraht als biegsames Werkzeug ist ein gewissermaßen selbstreinigendes Werkzeug. So können beispielsweise auch Gummi-Metall-Verbindungen oder Reifenprofile getrennt werden. Die Erwärmung des Werkstücks ist erheblich geringer als beim Schleifen mit einer starren Scheibe.

## Geschichte
Im Jahr 1974 patentierte Walter Ebner die erste Diamantdrahtsäge mit dünnen Drähten (Durchmesser <1 mm), die für den Laborbereich hergestellt wurde (die Well-Säge). Das Patent von Walter Ebner basiert im Wesentlichen darauf, dass eine angetriebene Mutter auf einer Spindel über die Länge der Spindel angetrieben wird und am jeweiligen Ende die Drehrichtung umgekehrt wird. Dadurch entsteht eine wechselnde Schnittrichtung. Der Diamantdraht ist mit der gleichen Steigung aufgewickelt, die auch die Spindel hat. Damit wird erreicht, dass der Ab- und Auflaufpunkt des Drahtes gleich bleibt.
1983 entwickelte Matthias Vogel eine Diamantdrahtsäge, die mit Diamantdrahtschlaufen arbeitet. Dadurch wird in eine Richtung gesägt, es entsteht ein gleichmäßiges Schnittbild. Zu Beginn konnte mit diesem Verfahren nur mit dicken Diamantdrähten gearbeitet werden (größer als 0,4 mm). Heute gibt es auch Diamantdrahtsägen mit Schlaufentechnik, die Diamantdrähte mit 0,12 mm Kerndurchmesser verwenden. Dadurch können präzisere Schnitte realisiert werden.
Im Jahr 1997 meldete Charles Hauser ein Patent für eine Mehrdraht-Slurrysäge an. Bei dieser wird mithilfe eines abrasiven Schlamms zwischen Werkstück und Draht gesägt.

## Prinzipien des Diamantdrahtsägens
Es gibt zurzeit drei Prinzipien des Diamantdrahtsägens:
1. Nach Walter Ebner (Wickeltechnik 1–(2) Spulen)[6]
2. Nach Matthias Vogel (Schlaufentechnik)[9][4]
3. Nach Carles Hauser (Wickeltechnik 2 Spulen, Mehrdrahtsäge)

Jedes Verfahren hat andere Möglichkeiten und Anwendungen.

## Das Diamantdrahtsäge-Verfahren
Beim Diamantdrahtsägen handelt es sich um ein Schleifverfahren mithilfe eines Diamantdrahts.
Die Besonderheit dieses Schleifverfahrens besteht in der Flexibilität des Werkzeugs. Dies bedingt auch die sehr geringen Vorschub- und Schnittkräfte, abhängig von der Kerndrahtdicke und damit der zulässigen Drahtspannkraft.
Die meistverwendeten Nickel-Diamant-Drähte sind einschichtig mit Diamanten belegt, d. h., wenn die Nickel-Diamantschicht abgenutzt ist, ist Standzeitende. Bei neuen Drähten stehen immer wenige Diamanten weiter vor und diese sind dann die einzigen die abtragen. Im Lauf der Zeit kommen immer mehr Diamanten in Eingriff, weshalb die Vorschubkraft pro Diamant nicht mehr für den Schleifprozess ausreicht. Dies vermittelt den Eindruck, dass der Draht „stumpf“ ist. Mit einer Erhöhung des Drahtschlepp (Bow) erhöht sich die Vorschubkraft und der Draht schneidet wieder. Andere Möglichkeiten sind das Schwenken des Werkstücks in einem Bogen während des Bearbeitungsprozesses (die sogenannte „Rocking Unit“) oder man lässt das Werkstück rotieren. In beiden Fällen erzielt man eine Punktberührung zwischen Draht und Werkstück und hat immer eine ausreichende Kraft pro Korn für das Abtragen zur Verfügung. Dies ist auch die einzige Möglichkeit, sehr harte Werkstoffe wie Saphir oder Siliciumcarbid (SiC) zu schneiden.
Einer der Hauptvorteile des Verfahrens, die geringe Vorschubkraft, ist auch der Nachteil gegenüber der Verwendung einer Trennscheibe für den Trennprozess. Die Trennscheibe erzielt aufgrund höherer Vorschubkraft viel höhere Abtragsleistungen.

## Einsatzgebiete

### Silicium-Wafer

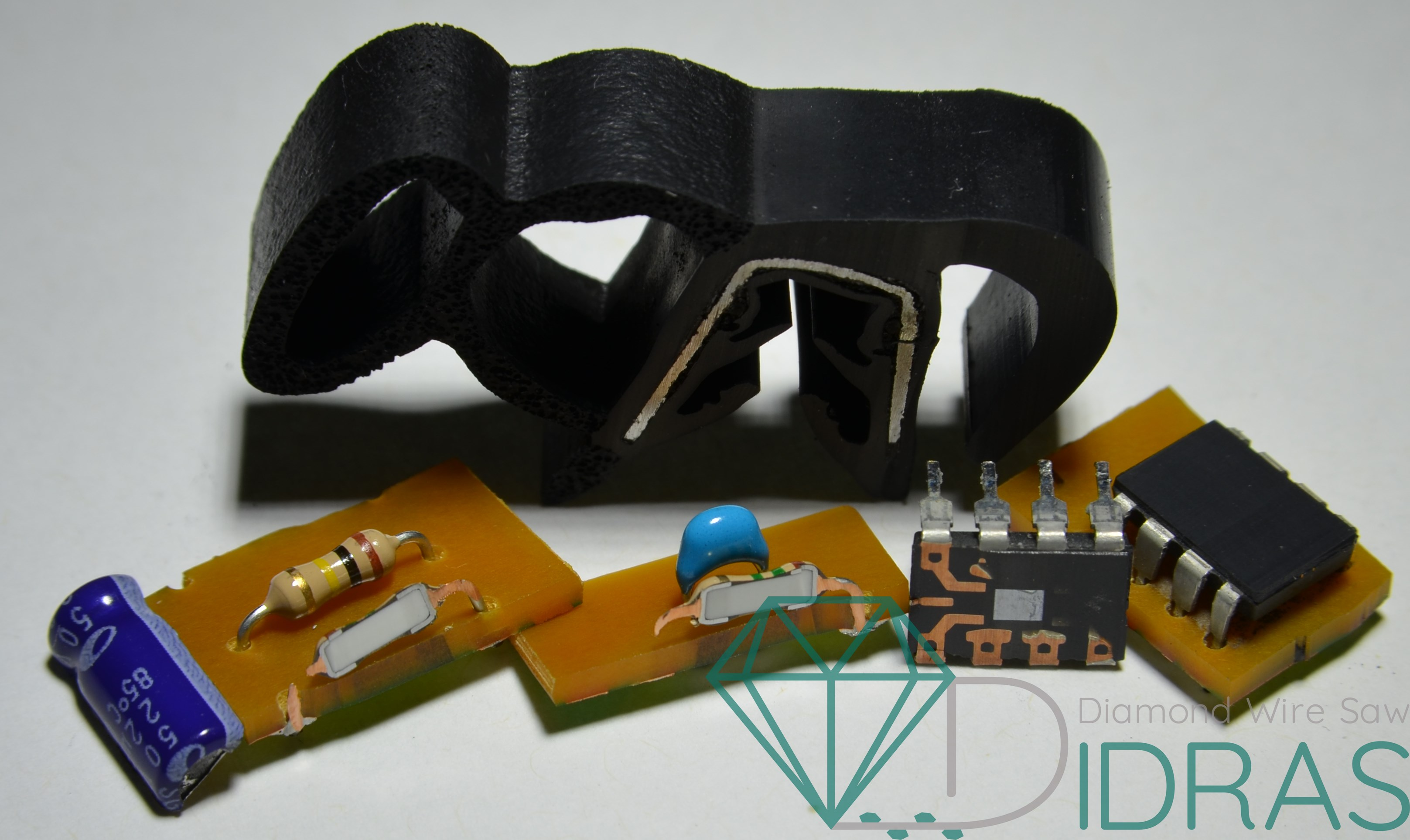
Die Werkstücke wurden mithilfe einer Diamantdrahtsäge hergestellt.

Die Hauptanwendung von Diamantdrahtsägen ist das Trennen von Silicium. Wafer für Solartechnik, aber auch für halbleitertechnische Anwendungen werden zum Großteil mit dünnen Diamantdrähten geschnitten, da bei keinem anderen Trennverfahren so wenig Abfall entsteht.

### Weitere Einsatzgebiete

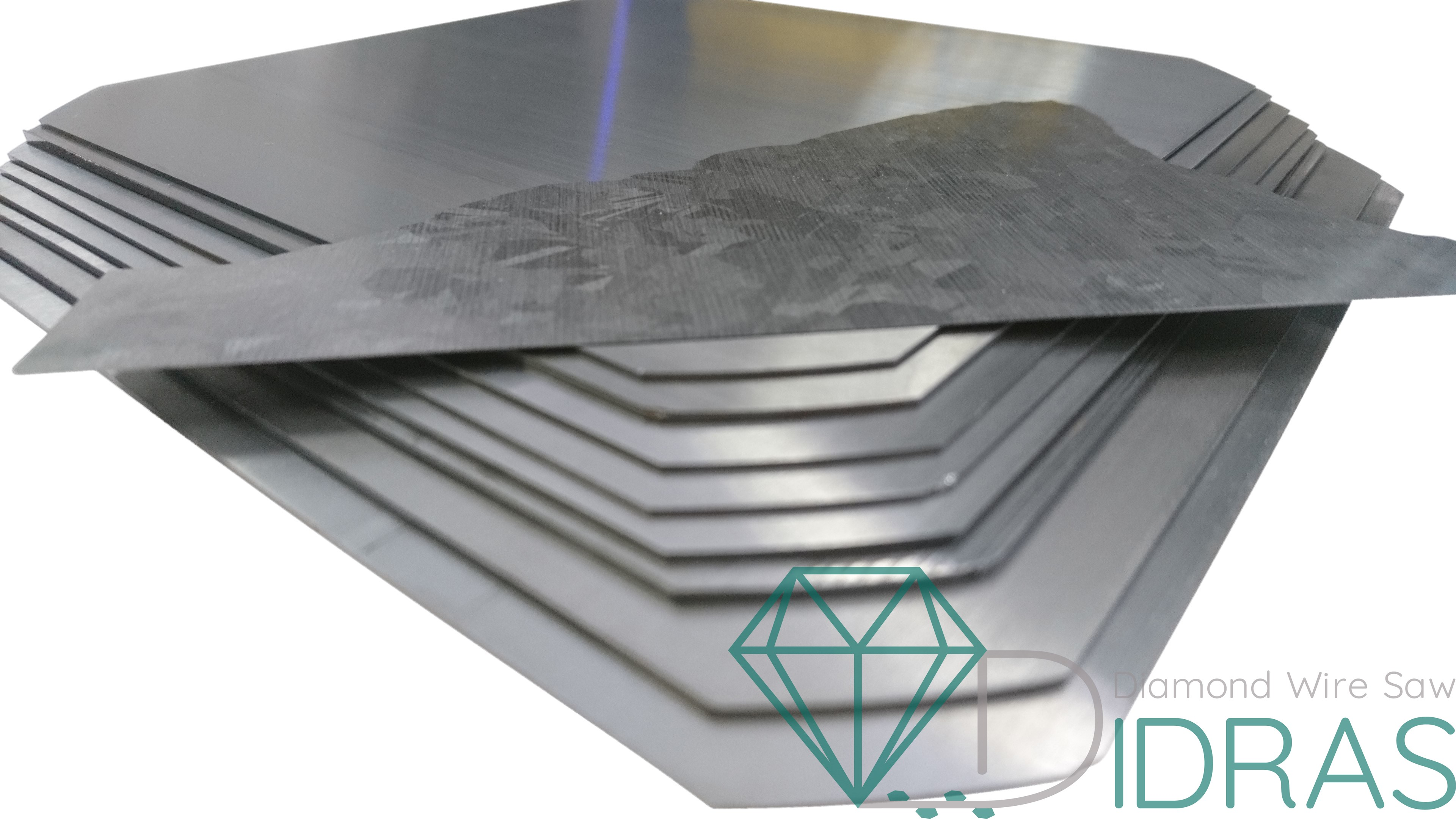
Die Siliziumwafer wurden mit einer Diamantdrahtsäge hergestellt.

Generell lassen sich Keramik oder Kristalle mit Mohshärte 6–8 mit Diamantdraht sägen. Extrem harte Werkstoffe wie Saphir lassen sich nur mit Punktberührung zwischen Draht und Werkstück bearbeiten, beispielsweise wenn das Werkstück gedreht wird. Der Verschleiß des Drahtes ist sehr hoch. Diamantdrahtsägen verarbeiten jedoch auch Hart-Weich-Kombinationen oder Werkstücke, die nicht erwärmt werden dürfen (beispielsweise Thermoplast). Filigrane Werkstücke, die nur minimale Spann-, Vorschub- und Schnittkräfte vertragen (z. B. Wabenwerkstoffe, Elektronikbauteile oder Grünlinge) können genauso bearbeitet werden wie Werkstücke mit hoher Eigenspannung (z. B. Sonderglas-Anfertigungen). Auch Konturschnitte (beispielsweise bei Graphitelektroden) sind aufgrund des rundum schneidenden Werkzeugs möglich.